# Simon Leviev
Simon Leviev (hebraico: סיימון לבייב ; nascido em 27 de setembro de 1990) é um vigarista israelense condenado por roubo, falsificação e fraude. De acordo com o The Times of Israel, ele supostamente roubou cerca de US$ 10 milhões de vítimas em todo o continente europeu de 2017 a 2019 usando uma forma de esquema em pirâmide. A história de sua atividade criminosa ganhou destaque em 2019 após a publicação de um artigo intitulado The Tinder Swindler (em português: "O Golpista do Tinder") por jornalistas investigativos que trabalham para o tablóide norueguês Verdens Gang e com o apoio do jornalista israelense Uri Blau, e mais tarde em 2022 após o lançamento do documentário na Netflix de mesmo nome. Em 2015, ele foi condenado a dois anos de prisão na Finlândia e em 2019 a 15 meses de prisão em Israel. Desde 2019, ele ainda é procurado em vários países por fraude.

## Antecedentes
Leviev nasceu Shimon Yehuda Hayut (hebraico : שמעון יהודה חיות ) em 1990 em Ramat Elchanan, Bnei Brak, Israel. Aos 15 anos ele se mudou para Brooklyn, Nova York nos Estados Unidos com os amigos de sua família, que mais tarde o acusaram de usar indevidamente o cartão de crédito deles. Em 2010 frequentou uma escola de aviação. De acordo com entrevistas feitas por Felicity Morris, Leviev vem cometendo pequenos delitos como fraude com cheques desde que era adolescente. Mais tarde, ele mudou seu nome legal de Shimon Hayut para Simon Leviev, usando o sobrenome Leviev para fingir que tinha paretesco com Lev Avnerovich Leviev, um empresário israelense conhecido como "O Rei dos Diamantes".

## Atividade criminosa e prisões
Em 2011, Hayut foi acusado de roubo, falsificação e fraude por descontar cheques roubados. Segundo relatos, ele roubou um talão de cheques pertencente a uma família enquanto cuidava de seu filho, e outro enquanto trabalhava como faz-tudo em sua casa. Ele nunca apareceu no tribunal, e escapou do país através da fronteira para a Jordânia com um passaporte falso sob o nome de Mordechai Nisim Tapiro, e fugiu para a Europa. Em 2012, ele foi indiciado por um tribunal israelense e acusado de roubo e falsificação de cheques, bem como por deixar uma criança de cinco anos que ele estava cuidando de babá. Enquanto na Europa, ele explorou várias mulheres usando o nome de Michael Bilton. Em 2015, ele foi preso na Finlândia e condenado a três anos de prisão por fraudar várias mulheres. Quando preso na Finlândia, ele alegou que era um israelense nascido em 1978 e foi encontrado com dois passaportes israelenses falsificados, três carteiras de motorista israelenses falsificadas, duas autorizações de voo israelenses falsificadas e cinco cartões de crédito da American Express falsificados.
Depois de concluir sua sentença de forma adiantada, ele retornou a Israel para ser restaurado e julgado em 2017. No entanto, de acordo com o The Times of Israel, ele assumiu uma identidade diferente mudando seu nome legal para Simon Leviev e fugiu do país. Hayut viajou pela Europa, apresentando-se como filho do magnata dos diamantes russo-israelense Lev Leviev, através do aplicativo de namoro Tinder e assim entrando em contato com mulheres. Com tal nome as enganou para emprestar dinheiro a elas que ele nunca pagou. Leviev encantava as mulheres com presentes luxuosos e as levava para jantares em jatos particulares usando dinheiro que ele pegava emprestado de outras mulheres que ele já havia enganado. Mais tarde, ele fingiria, muitas vezes enviando as mesmas mensagens e imagens, que estava sendo alvo de seus "inimigos",  fingindo que seu guarda-costas foi atacado, pedindo às vítimas que o ajudassem financeiramente; eles costumavam fazer empréstimos bancários e novos cartões de crédito para ajudar. Ele então usaria o dinheiro ganho com o engano para atrair novas vítimas, enquanto operava basicamente um esquema Ponzi. Mais tarde, ele fingiria retribuir suas vítimas enviando documentos falsos mostrando transferências bancárias falsas.
Em 2019, ele foi preso pela Interpol na Grécia depois de usar um passaporte falso. Ainda naquele ano, ele foi condenado a 15 meses de prisão em Israel, mas foi libertado cinco meses depois em decorrência da pandemia de coronavírus. De acordo com o The Times of Israel, em 2020 ele fingiu ser um profissional da saúde para receber a vacina contra a Covid mais cedo.
Hayut também é procurado por vários crimes de fraude e falsificação pela Noruega, Suécia e Reino Unido.
Em 2022, a Netflix lançou um documentário descrevendo sua história contada por algumas de suas vítimas. De acordo com o The Washington Post , após o lançamento do documentário, o Tinder baniu o fraudador de seu aplicativo. Ele também foi banido de outros aplicativos do Match Group, incluindo Match.com, Plenty of Fish e OkCupid. Poucos dias após o lançamento do documentário, Hayut postou uma mensagem no Instagram negando que ele é uma fraude, sugerindo que ele estava "atuando" para o documentário da Netflix, acrescentando que "é hora das senhoras começarem a dizer a verdade [ sic ]".